# Communauté de communes des Sept Vallons
La communauté de communes des Sept Vallons  est une ancienne communauté de communes située dans le département de l'Aveyron (France).

## Composition
Elle était composée des communes suivantes :
| Nom                | Code Insee | Gentilé        | Superficie (km2) | Population (dernière pop. légale) | Densité (hab./km2) |
| ------------------ | ---------- | -------------- | ---------------- | --------------------------------- | ------------------ |
| Coupiac (siège)    | 12080      | Coupiagais     | 24,72            | 413 (2014)                        | 17                 |
| La Bastide-Solages | 12023      | Solageois      | 7,10             | 109 (2014)                        | 15                 |
| Brasc              | 12035      | Brascois       | 20,14            | 163 (2014)                        | 8,1                |
| Martrin            | 12141      | Martinols      | 23,31            | 237 (2014)                        | 10                 |
| Montclar           | 12149      | Montclarnais   | 12,80            | 168 (2014)                        | 13                 |
| Plaisance          | 12183      | Plaisançois    | 14,00            | 208 (2014)                        | 15                 |
| Saint-Juéry        | 12233      | Saint-Juériens | 29,01            | 281 (2014)                        | 9,7                |

## Géographie physique et humaine
| 1999  | 2009  | 2011  |
| ----- | ----- | ----- |
| 1 579 | 1 564 | 1 579 |